# Patricia Apisah
Patricia Apisah (* 14. November 2001 in Port Moresby) ist eine australisch-papua-neuguineische Tennisspielerin.

## Karriere
Patricia Apisah spielt überwiegend Turniere auf der ITF Women’s World Tennis Tour, wo sie aber noch keinen Titel gewinnen konnte.
Im Dezember 2012 gewann Patricia Apisah zusammen mit ihrer Schwester Violet den Titel im Doppel der U12 Australian Championships.
Bei den Australian Open erreichte Patricia Apisah als Qualifikantin das Hauptfeld des Juniorinneneinzel, wo sie aber bereits in der ersten Runde gegen Carson Branstine mit 1:6 und 3:6 verlor. Im Juniorinnendoppel erhielt sie zusammen mit ihrer Partnerin Amber Marshall eine Wildcard für das Hauptfeld im Doppel, wo sie aber ebenfalls bereits in der ersten Runde gegen Cho I-hsuan und Yūki Naitō mit 3:6 und 2:6 verloren.
Im Juni 2022 gewannen die beiden Schwestern Patricia und Violet Apisah mit ihrer Tante Abigail Tere-Apisah den Teamwettbewerb der Northern Marianas Pacific Mini Games.
Seit 2022 spielt Apisah für die Billie-Jean-King-Cup-Mannschaft von Pacific Oceania, wo sie von ihren zwei Spielen ein Doppel gewinnen konnte, während sie ein Einzel verlor.

## College Tennis
Seit 2021 spielt Patricia Apisah für die Damenmannschaft des Tyler Junior College.

## Persönliches
Die Familie Apisah wanderte 2007 von Papua-Neuguinea nach Australien aus. Patricia hat eine ein Jahr ältere Schwester Violet, die ebenfalls professionelle Tennisspielerin ist. Ihre Tanten Abigail und Marcia Tere-Apisah waren beide College-Tennis-Spielerinnen in den Vereinigten Staaten.